# Capsella di Samagher
La capsella di Samagher, rinvenuta a Samagher, Croazia, è un cofanetto reliquiario, o lipsanoteca in avorio con rinforzi angolari e accessori in argento (18,5x20,5x16,01 cm), probabilmente prodotto da una manifattura romana intorno alla metà del V secolo, scoperto nel 1906 al di sotto dell'altare della chiesa di Sant'Ermagora di Samagher e custodito oggi nel Museo archeologico nazionale di Venezia. Probabilmente il reliquiario fu realizzato per ordine di un pontefice per essere donato all'imperatore Valentiniano III. Il reliquiario è un prezioso documento della prima arte paleocristiana, nonché una delle poche raffigurazioni del presbiterio dell'antica Basilica di San Pietro in Vaticano.

## Storia
La capsella, scoperta nel 1906, fu portata al Museo Civico di Pola e ricomposta due volte: presso lo stesso museo al momento della scoperta, e nel 1909 presso il Kunsthistorisches Museum di Vienna, su impasto di gesso e maglia in ottone. Attualmente si trova a Venezia ed è stata nuovamente restaurata da un gruppo di lavoro interdisciplinare promosso dal Museo archeologico nazionale di Venezia, dalla Soprintendenza Speciale per il Patrimonio Storico, Artistico ed Etnoantropologico e dal Polo museale della città di Venezia e dei Comuni della Gronda Lagunare. I risultati dei lavori sono stati presentati al pubblico l'8 maggio del 2013.

## Descrizione
Gli avori della capsella sono lavorati su cinque delle sei facce che la compongono.  
Sul coperchio è raffigurato Gesù che consegna la legge a Pietro apostolo, sul lato anteriore l'iconografia del “Trono vuoto”, tratta dalle raffigurazioni musive del catino dell'abside della Basilica costantiniana di San Pietro (oggi note solo grazie ai disegni rinascimentali). 
Il lato posteriore presenta la raffigurazione del presbiterio dell'antica Basilica di San Pietro in Vaticano con la memoria Petri, il monumento eretto da Costantino sulla tomba di Pietro apostolo, nel suo aspetto originario (che conservò fino alla fine del VI secolo). 
Fra i personaggi raffigurati sono stati riconosciuti: Costantino e Sant'Elena Imperatrice (Flavia Giulia Elena) in visita alla Basilica di San Pietro in Vaticano nel 326 (lato posteriore), Galla Placidia con il piccolo Valentiniano III nel lato sinistro, Licinia Eudossia, moglie di Valentiniano, con il marito e la figlia Eudocia (lato destro).

## Tecnica
Il cofanetto è realizzato in intarsi d'avorio e arricchito con accessori in argento e rinforzi angolari. 
La tecnica è stata riconosciuta pertinente a quella delle maestranze romane della metà del V secolo.

## Stile
La capsella è datata alla metà del V secolo per i caratteri stilistici e tipologici delle figure maschili e femminili e per il motivo iconografico del "Trono vuoto" che compare per la prima volta sul mosaico alla sommità dell'arco trionfale della Basilica di Santa Maria Maggiore, datato a dopo il 431 (Concilio di Efeso). Il reliquiario è molto significativo per gli studi della storia dell'arte antica e della prima arte paleocristiana anche per la raffigurazione che riporta sul lato posteriore dell'abside della Basilica di San Pietro in Vaticano, in cui si nota l'edicoletta della memoria di San Pietro Apostolo (detta anche "trofeo" del santo Apostolo). Questa era il luogo della memoria (sepoltura) del Santo, e si elevava dal pavimento della basilica inserita in una dado marmoreo con lesene in porfido, recintato da una pergula con colonne tortili e amorini vendemmianti. Anche grazie alla Capsella è stato possibile determinare come le colonne originarie della pergula vennero riutilizzate negli altari incassati nei piloni della basilica attuale.

## Altri Progetti
- Wikimedia Commons contiene immagini o altri file su Capsella di Samagher